# Formica archboldi
Formica archboldi es una especie de hormiga del género Formica, familia Formicidae. Fue descrita científicamente por Smith en 1944.
Se distribuye por los Estados Unidos. Vive en microhábitats como ramas muertas, aunque también frecuenta nidos y bosques mixtos.